# Lahoussine Demnati
Pour les articles homonymes, voir Demnati.
Lahoussine Demnati est un homme d'affaires marocain, prospecteur minier et agriculteur, né vers 1895 à Demnate (Tadla-Azilal) et mort le 14 septembre 1960 à Casablanca.

## Biographie
André Adam dans son livre Casablanca, essai sur la transformation de la société marocaine au contact de l'Occident, paru en 1968, le compare à John D. Rockfeller : «  Son cas devrait provoquer plus d’étonnement que celui d'un Rockfeller, car les distances qu'il dut parcourir pour atteindre où il s'est hissé sont beaucoup plus considérables » écrit-il dans son essai. La faculté d'adaptation de Lahoussine Demnati «  a de quoi confondre  » ; il fut le premier à tenter de créer les instruments d'un capitalisme marocain et sa grande originalité fut d’essayer de mobiliser pour les grands investissements l'épargne des «  bas de laine marocains  ».
La famille de Lahoussine Demnati était connue sous le patronyme d'Aït Housseïn. Jeune, il connut auprès de son père et de ses oncles les combats que se livrèrent les Demnati, Azizi à l'époque, et les Glaoua qui soutenaient Moulay Hafid. Après la défaite des Demnati, son père, chef de guerre, fut banni un certain temps sur l'île d'Essaouira et leurs biens confisqués.
Vers l'âge de 20 ans, Lahoussine Demnati gagne la France, il veut combattre, puis travailler mais aussi acquérir un français parfait et découvrir le monde moderne Ce qu'il réussit parfaitement. De retour au Maroc, il s'installe d'abord à Marrakech où il fait du commerce et s'adonne très vite à la prospection minière (plomb, manganèse...). En 1929 il épouse l'artiste peintre, Geneviève Barrier, qu'il a connu à Marrakech et avec qui il a sillonné le Haut Atlas. On lui doit la découverte de la mine de cobalt de Bou Azzer où il est obligé de livrer un combat de plusieurs jours contre le caïd Hamou, l'administration du protectorat lui ayant refusé le permis minier prétextant que cette zone était non soumise et donc non ouverte à la prospection minière. Cette affaire déclenche des remous politiques en France. La presse s'en saisit. «  Le scandale de Bou Azzer  » est sur la place publique. Après de longues tractations, l'exploitation de la mine est confiée en majorité à l'Omnium Nord-africain. Une faible partie de la société de Bou Azzer est concédée à Lahoussine Demnati pour sa découverte.
À la suite de ce nouveau conflit, il décide de s'intéresser à la plaine du Souss où il s'établit en 1933. Ayant tissé des liens avec Jean Épinat, alors patron de l'ONA, il se lance dans la mise en valeur du Souss, on lui doit les premières plantations d'agrumes dans cette région et même de bananiers sous grillage fin. Il y consacre son activité, participe au développement des primeurs, et intéresse ainsi beaucoup d'investisseurs. Agadir étant le débouché naturel de ces spéculations, il participe activement à la réalisation de son port. D'autre part il introduit beaucoup de ses compatriotes dans le monde des affaires modernes. À cet effet, à la fin des années 1940, il crée la société holding Aït Souss qui fut l'école de beaucoup d'hommes d'affaires de la région et dont certains créeront plus tard de très grandes affaires.
Actif, tout en restant idéaliste, il prône une idée visionnaire et publie une libre opinion dans Le Monde en avril  1954 : il rêve de l'établissement systématique de doubles nationalités entre les nations et les peuples, avec, par exemple, la nationalité marocaine donnée à tous les Français au Maroc et la nationalité française accordée en réciprocité aux Marocains en France. Une vision qui anticipe, 40 ans avant, la demande du Maroc à adhérer à l'Union européenne, une vision mondialiste liée à ses visions économiques.
Cette double culture vécue de manière parfaite dans la maison de Lahoussine Demnati à Taroudant, impressionne Rom Landau, écrivain américain, qui dans son livre Invitation to Morocco paru en 1951, consacre un chapitre entier à Lahoussine et Geneviève Barrier Demnati. Rom Landau décrit cette parfaite symbiose entre les deux cultures et cette remarquable organisation lorsqu'il partage plusieurs repas au dar Baroud : le soir typiquement traditionnel, son hôte le reçoit vêtu d’une djellaba blanche et de babouches, dans un salon marocain, assis à une table basse autour de tajines et couscous, et à midi c’est dans une salle à manger que se succèdent hors-d'œuvre, plats, fromage et dessert. Quand Rom Landau évoque auprès de Si Abdessadeq El Glaoui le manque d’initiative et de dynamisme dans la sphère économique des Marocains en général, ce dernier l'écoute sans le contredire et afin qu’il se rende compte par lui-même, lui conseille de rendre visite à Lahoussine Demnati à Taroudant. L'écrivain est surpris et fasciné par la personnalité de son hôte, sa culture ; ses idées et l’ampleur de sa vision le laisse perplexe. Il conclut que Lahoussine Demnati a inventé un genre nouveau d'autodidacte, qui ne ressemble ni au modèle américain ni au modèle français, mais à un modèle qu'il a créé lui-même, le modèle berbère.
Conscient de l'importance du secteur bancaire pour le développement mais aussi pour l'indépendance économique des Marocains, Demnati envisage dès 1936 la création d'une banque nationale. Empêché à l'époque, il reprend son idée au moment de l'indépendance en 1956, avec le soutien de la résistance. Il peut ainsi récolter un capital marocain important mais il ne peut obtenir de participation étrangère, à cause de l'opposition des banques établies au Maroc et de l'intervention de leur gouvernement auprès des pays tiers. Avec l'arrivée de Abderrahim Bouabid son projet débouche sur la création de la BNDE (Banque nationale pour le développement économique), aujourd'hui rachetée par le Crédit agricole du Maroc.
Pendant la lutte pour l'indépendance, il n'hésite pas à aider les résistants qu'il connaît, et y participe à sa façon, grâce ses multiples liens avec les libéraux français.
Le roi Mohammed V avait beaucoup d'affection pour Lahoussine Demnati, il est descendu chez lui en 1945 au lieu d'aller chez le pacha comme le voulait le protocole. Le roi l'a revu souvent après l'Indépendance, et il devait décider du sort de la BNDE quand Lahoussine Demnati est mort à Casablanca d'une crise cardiaque.

## Sources
- Rom Landau, Invitation to Morocco, Faber and Faber, 1951
- André Adam, Casablanca, essai sur la transformation de la société marocaine au contact de l’Occident, Centre national de la recherche scientifique, 1968
- Félix Nataf, Jean Épinat : un homme, une aventure au Maroc, Souffles, 1987  (ISBN 2-87658-009-8)
- Libre opinion dans le journal Le Monde, avril 1954 -
- Malika Demnati El Mansouri, Geneviève Barrier Demnati, éditions Graphely, Rabat, 2010